# Dorsum Cayeux
Der Dorsum Cayeux ist ein Dorsum auf dem Erdmond. Seine mittleren Koordinaten sind 1° N / 51° O, sein Durchmesser 95 km. Er wurde 1976 nach dem französischen Petrographen Lucien Cayeux benannt.